# 81. ceremonia wręczenia Złotych Globów
81. ceremonia wręczenia Złotych Globów, amerykańskich nagród filmowych i telewizyjnych, honorująca produkcje z 2023 roku, odbyła się 7 stycznia 2024 w The Beverly Hilton, w Beverly Hills. Była emitowana na żywo przez stację telewizyjną CBS. Poprowadził ją Jo Koy.
Nominacje zostały ogłoszone 11 grudnia 2023. Spośród filmów najwięcej zdobył ich Barbie (9), zaś spośród programów telewizyjnych serial Sukcesja (9). Spośród filmów najwięcej statuetek wygrał Oppenheimer (5), zaś spośród programów telewizyjnych Sukcesja (4).

## Informacje o ceremonii
21 lutego 2023 magazyn „Variety” poinformował, że następna gala wręczenia Złotych Globów została zaplanowana na niedzielę 7 stycznia 2024, a jej organizatorzy poszukują kanału telewizyjnego bądź serwisu strumieniowego, któremu sprzedadzą prawa do emisji. 12 czerwca 2023 wytwórnia telewizyjna Dick Clark Productions, która uprzednio zajmowała się organizacją ceremonii Złotych Globów, ogłosiła kupno praw do nagród. Tym samym Hollywoodzkie Stowarzyszenie Prasy Zagranicznej, ich dotychczasowy organizator, zostało rozwiązane. 18 września 2023 Glenn Weiss została ogłoszona producentką wykonawczą i reżyserką nadchodzącej gali, zaś Ricky Kirshner jej drugim producentem wykonawczym. 17 listopada 2023 organizatorzy poinformowali, że telewizja CBS kupiła prawa do transmisji ceremonii, przejmując je od NBC, która emitowała Złote Globy od 1996.
26 września 2023 organizatorzy Złotych Globów poinformowali o utworzeniu od tego roku dwóch nowych kategorii. Pierwsza z nich nazywa się osiągnięcie kinowe i finansowe, a nominowane do niej mogą być filmy, które przyniosły co najmniej 150 milionów dolarów dochodu, w tym 100 milionów na rynku amerykańsko-kanadyjskim. Druga to najlepszy występ w telewizyjnym stand-upie komediowym. 19 grudnia 2023 poinformowali, że nagrody za całokształt twórczości (Nagroda im. Cecila B. DeMille’a i Nagroda im. Carol Burnett) w tym roku nie zostaną wręczone, jednak w przyszłości mogą powrócić.
21 grudnia 2023 komik Jo Koy został ogłoszony prowadzącym ceremonii. CNN doniósł, że wcześniej propozycję objęcia roli gospodarza odrzucili między innymi Chris Rock, Ali Wong oraz potencjalna trójka współprowadzących: Will Arnett, Sean Hayes i Jason Bateman.

## Laureaci i nominacje
Źródła:

### Kategorie filmowe
| Najlepszy film dramatyczny | Najlepszy film komediowy lub musical |
| --- | --- |
| - Oppenheimer - Anatomia upadku - Czas krwawego księżyca - Maestro - Poprzednie życie - Strefa interesów | - Biedne istoty - Air - Amerykańska fikcja - Barbie - Obsesja - Przesilenie zimowe |
| Najlepszy aktor w filmie dramatycznym | Najlepsza aktorka w filmie dramatycznym |
| - Cillian Murphy – Oppenheimer jako Robert Oppenheimer - Bradley Cooper – Maestro jako Leonard Bernstein - Leonardo DiCaprio – Czas krwawego księżyca jako Ernest Burkhart - Colman Domingo – Rustin jako Bayard Rustin - Barry Keoghan – Saltburn jako Oliver Quick - Andrew Scott – Dobrzy nieznajomi jako Adam | - Lily Gladstone – Czas krwawego księżyca jako Mollie Burkhart - Annette Bening – Nyad jako Diana Nyad - Sandra Hüller – Anatomia upadku jako Sandra Voyter - Greta Lee – Poprzednie życie jako Nora Moon - Carey Mulligan – Maestro jako Felicia Montealegre - Cailee Spaeny – Priscilla jako Priscilla Presley |
| Najlepszy aktor w filmie komediowym lub musicalu | Najlepsza aktorka w filmie komediowym lub musicalu |
| - Paul Giamatti – Przesilenie zimowe jako Paul Hunham - Nicolas Cage – Dream Scenario jako Paul Matthews - Timothée Chalamet – Wonka jako Willy Wonka - Matt Damon – Air jako Sonny Vaccaro - Joaquin Phoenix – Bo się boi jako Beau Wassermann - Jeffrey Wright – Amerykańska fikcja jako Thelonius „Monk” Ellis | - Emma Stone – Biedne istoty jako Bella Baxter - Fantasia Barrino – Kolor purpury jako Celie Harris-Johnson - Jennifer Lawrence – Bez urazy jako Maddie Barker - Natalie Portman – Obsesja jako Elizabeth Berry - Alma Pöysti – Opadające liście jako Ansa - Margot Robbie – Barbie jako Barbie |
| Najlepszy aktor drugoplanowy | Najlepsza aktorka drugoplanowa |
| - Robert Downey Jr. – Oppenheimer jako Lewis Strauss - Willem Dafoe – Biedne istoty jako Godwin Baxter - Robert De Niro – Czas krwawego księżyca jako William King Hale - Ryan Gosling – Barbie jako Ken - Charles Melton – Obsesja jako Joe Yoo - Mark Ruffalo – Biedne istoty jako Duncan Wedderburn            | - Da’Vine Joy Randolph – Przesilenie zimowe jako Mary Lamb - Emily Blunt – Oppenheimer jako Katherine Oppenheimer - Danielle Brooks – Kolor purpury jako Sofia Johnson - Jodie Foster – Nyad jako Bonnie Stoll - Julianne Moore – Obsesja jako Gracie Atherton-Yoo - Rosamund Pike – Saltburn jako Lady Elspeth Catton |
| Najlepszy reżyser | Najlepszy scenariusz |
| - Christopher Nolan – Oppenheimer - Bradley Cooper – Maestro - Greta Gerwig – Barbie - Jorgos Lantimos – Biedne istoty - Martin Scorsese – Czas krwawego księżyca - Celine Song – Poprzednie życie | - Justine Triet i Arthur Harari – Anatomia upadku - Greta Gerwig i Noah Baumbach – Barbie - Tony McNamara – Biedne istoty - Christopher Nolan – Oppenheimer - Eric Roth i Martin Scorsese – Czas krwawego księżyca - Celine Song – Poprzednie życie |
| Najlepsza muzyka | Najlepsza piosenka |
| - Ludwig Göransson – Oppenheimer - Jerskin Fendrix – Biedne istoty - Joe Hisaishi – Chłopiec i czapla - Mica Levi – Strefa interesów - Daniel Pemberton – Spider-Man: Poprzez multiwersum - Robbie Robertson – Czas krwawego księżyca                                                                             | - „What Was I Made For?” (Billie Eilish i Finneas O’Connell) – Barbie - „Addicted to Romance” (Bruce Springsteen) – Miłość bez ostrzeżenia - „Dance the Night” (Mark Ronson, Andrew Wyatt, Dua Lipa i Caroline Ailin) – Barbie - „I’m Just Ken” (Mark Ronson i Andrew Wyatt) – Barbie - „Peaches” (Jack Black, Aaron Horvath, Michael Jelenic, Eric Osmond i John Spiker) – Super Mario Bros. Film - „Road to Freedom” (Lenny Kravitz) – Rustin |
| Najlepszy film animowany | Najlepszy film nieanglojęzyczny |
| - Chłopiec i czapla - Między nami żywiołami - Spider-Man: Poprzez multiwersum - Super Mario Bros. Film - Suzume - Życzenie | - Anatomia upadku (Francja) - Ja, kapitan (Włochy) - Opadające liście (Finlandia) - Poprzednie życie (Stany Zjednoczone) - Strefa interesów (Wielka Brytania / Polska / Stany Zjednoczone) - Śnieżne bractwo (Hiszpania) |
| Osiągnięcie kinowe i finansowe | |
| - Barbie - John Wick 4 - Mission: Impossible – Dead Reckoning - Oppenheimer - Spider-Man: Poprzez multiwersum - Strażnicy Galaktyki vol. 3 - Super Mario Bros. Film - Taylor Swift: The Eras Tour | |

### Kategorie telewizyjne
| Najlepszy serial dramatyczny | Najlepszy serial komediowy lub musical |
| --- | --- |
| - Sukcesja (HBO) - 1923 (Paramount+) - The Crown (Netflix) - Dyplomatka (Netflix) - The Last of Us (HBO) - The Morning Show (Apple TV+) | - The Bear (FX) - Barry (HBO) - Jury Duty (Amazon Freevee) - Misja: Podstawówka (ABC) - Ted Lasso (Apple TV+) - Zbrodnie po sąsiedzku (Hulu) |
| Najlepszy miniserial, serial antologiczny lub film telewizyjny | Najlepszy występ w telewizyjnym stand-upie komediowym |
| - Awantura (Netflix) - Daisy Jones & the Six (serial telewizyjny) (Prime Video) - Fargo (FX) - Lekcje chemii (Apple TV+) - Światło, którego nie widać (Netflix) - Towarzysze podróży (Showtime) | - Ricky Gervais – Ricky Gervais: Armageddon (Netflix) - Trevor Noah – Trevor Noah: Where Was I (Netflix) - Chris Rock – Chris Rock: Selective Outrage (Netflix) - Amy Schumer – Amy Schumer: Emergency Contact (Netflix) - Sarah Silverman – Sarah Silverman: Ktoś, kogo kochasz (HBO) - Wanda Sykes – Wanda Sykes: I’m an Entertainer (Netflix)                                    |
| Najlepszy aktor w serialu dramatycznym | Najlepsza aktorka w serialu dramatycznym |
| - Kieran Culkin – Sukcesja (HBO) jako Roman Roy - Brian Cox – Sukcesja (HBO) jako Logan Roy - Gary Oldman – Kulawe konie (Apple TV+) jako Jackson Lamb - Pedro Pascal – The Last of Us (HBO) jako Joel - Jeremy Strong – Sukcesja (HBO) jako Kendall Roy - Dominic West – The Crown (Netflix) jako książę Karol                                                                             | - Sarah Snook – Sukcesja (HBO) jako Siobhan „Shiv” Roy - Helen Mirren – 1923 (Paramount+) jako Cara Dutton - Bella Ramsey – The Last of Us (HBO) jako Ellie - Keri Russell – Dyplomatka (Netflix) jako Katherine „Kate” Wyler - Imelda Staunton – The Crown (Netflix) jako Elżbieta II - Emma Stone – The Curse (Showtime) jako Whitney Siegel                                      |
| Najlepszy aktor w serialu komediowym lub musicalu | Najlepsza aktorka w serialu komediowym lub musicalu |
| - Jeremy Allen White – The Bear (FX) jako Carmen „Carmy” Berzatto - Bill Hader – Barry (HBO) jako Barry Berkman - Steve Martin – Zbrodnie po sąsiedzku (Hulu) jako Charles-Haden Savage - Jason Segel – Terapia bez trzymanki (Apple TV+) jako Jimmy Laird - Martin Short – Zbrodnie po sąsiedzku (Hulu) jako Oliver Putnam - Jason Sudeikis – Ted Lasso (Apple TV+) jako Ted Lasso         | - Ayo Edebiri – The Bear (FX) jako Sydney Adamu - Rachel Brosnahan – Wspaniała pani Maisel (Prime Video) jako Miriam „Midge” Maisel - Quinta Brunson – Misja: Podstawówka (ABC) jako Janine Teagues - Elle Fanning – Wielka (Hulu) jako Katarzyna II Wielka - Selena Gomez – Zbrodnie po sąsiedzku (Hulu) jako Mabel Mora - Natasha Lyonne – Poker Face (Peacock) jako Charlie Cale |
| Najlepszy aktor w miniserialu, serialu antologicznym lub filmie telewizyjnym | Najlepsza aktorka w miniserialu, serialu antologicznym lub filmie telewizyjnym |
| - Steven Yeun – Awantura (Netflix) jako Danny Cho - Matt Bomer – Towarzysze podróży (Showtime) jako Hawkins „Hawk” Fuller - Sam Claflin – Daisy Jones & the Six (Prime Video) jako Billy Dunne - Jon Hamm – Fargo (FX) jako Sheriff Roy Tillman - Woody Harrelson – Hydraulicy z Białego Domu (HBO) jako E. Howard Hunt - David Oyelowo – Lawmen: Bass Reeves (Paramount+) jako Bass Reeves | - Ali Wong – Awantura (Netflix) jako Amy Lau - Riley Keough – Daisy Jones & the Six (Prime Video) jako Daisy Jones - Brie Larson – Lekcje chemii (Apple TV+) jako Elizabeth Zott - Elizabeth Olsen – Miłość i śmierć (Max) jako Candy Montgomery - Juno Temple – Fargo (FX) jako Dorothy „Dot” Lyon - Rachel Weisz – Nierozłączne (Prime Video) jako Beverly Mantle / Elliot Mantle |
| Najlepszy aktor drugoplanowy w serialu, miniserialu, serialu antologicznym lub filmie telewizyjnym | Najlepsza aktorka drugoplanowa w serialu, miniserialu, serialu antologicznym lub filmie telewizyjnym |
| - Matthew Macfadyen – Sukcesja (HBO) jako Tom Wambsgans - Billy Crudup – The Morning Show (Apple TV+) jako Cory Ellison - James Marsden – Jury Duty (Amazon Freevee) jako Himself - Ebon Moss-Bachrach – The Bear (FX) jako Richard „Richie” Jerimovich - Alan Ruck – Sukcesja (HBO) jako Connor Roy - Alexander Skarsgård – Sukcesja (HBO) jako Lukas Matsson                              | - Elizabeth Debicki – The Crown (Netflix) jako księżna Diana - Abby Elliott – The Bear (FX) jako Natalie „Sugar” Berzatto - Christina Ricci – Yellowjackets (Showtime) jako Misty Quigley - J. Smith-Cameron – Sukcesja (HBO) jako Gerri Kellman - Meryl Streep – Zbrodnie po sąsiedzku (Hulu) jako Loretta Durkin - Hannah Waddingham – Ted Lasso (Apple TV+) jako Rebecca Welton  |

## Statystyki

### Filmy
| Liczba | Filmy                           |
| ------ | ------------------------------- |
| 9      | Barbie                          |
| 8      | Oppenheimer                     |
| 7      | Czas krwawego księżyca          |
| 7      | Biedne istoty                   |
| 5      | Poprzednie życie                |
| 4      | Anatomia upadku                 |
| 4      | Maestro                         |
| 4      | Obsesja                         |
| 3      | Przesilenie zimowe              |
| 3      | Spider-Man: Poprzez multiwersum |
| 3      | Super Mario Bros. Film          |
| 3      | Strefa interesów                |
| 2      | Air                             |
| 2      | Amerykańska fikcja              |
| 2      | Chłopiec i czapla               |
| 2      | Kolor purpury                   |
| 2      | Opadające liście                |
| 2      | Nyad                            |
| 2      | Rustin                          |
| 2      | Saltburn                        |

| Liczba | Filmy              |
| ------ | ------------------ |
| 5      | Oppenheimer        |
| 2      | Anatomia upadku    |
| 2      | Barbie             |
| 2      | Przesilenie zimowe |
| 2      | Biedne istoty      |

### Programy telewizyjne
| Liczba | Programy              | Stacja / platforma |
| ------ | --------------------- | ------------------ |
| 9      | Sukcesja              | HBO                |
| 5      | The Bear              | FX                 |
| 5      | Zbrodnie po sąsiedzku | Hulu               |
| 4      | The Crown             | Netflix            |
| 3      | Awantura              | Netflix            |
| 3      | Daisy Jones & the Six | Prime Video        |
| 3      | Fargo                 | FX                 |
| 3      | The Last of Us        | HBO                |
| 3      | Ted Lasso             | Apple TV+          |
| 2      | 1923                  | Paramount+         |
| 2      | Misja: Podstawówka    | ABC                |
| 2      | Barry                 | HBO                |
| 2      | Dyplomatka            | Netflix            |
| 2      | Towarzysze podróży    | Showtime           |
| 2      | Jury Duty             | Amazon Freevee     |
| 2      | Lekcje chemii         | Apple TV+          |
| 2      | The Morning Show      | Apple TV+          |

| Liczba | Programy | Stacja / platforma |
| ------ | -------- | ------------------ |
| 4      | Sukcesja | HBO                |
| 3      | The Bear | FX                 |
| 3      | Awantura | Netflix            |